# Piper Alpha
Pour les articles homonymes, voir Alpha.
Piper Alpha est le nom d'une ancienne plate-forme pétrolière située en mer du Nord près du gisement Piper (au large des côtes d'Écosse). Son exploitation par la société Occidental Petroleum débuta en 1976. Destinée à l'origine à l'extraction du pétrole, elle fut convertie plus tard en plate-forme gazière. Elle produisit jusqu'à 10 % de la production en gaz et en pétrole en provenance de la mer du Nord. Une explosion et l'incendie qui s'ensuivit la détruisirent le 6 juillet 1988, faisant 167 morts et une perte financière approchant les 3 milliards et demi de dollars US de l'époque.

## Le champ pétrolifère Piper
Quatre compagnies — qui formeront plus tard l'OPCAL — obtinrent en 1972 une licence de prospection pétrolière. Elles découvrirent peu après le champ pétrolifère Piper, situé à 0°15' E 58°28' N, et lancèrent la construction de la plate-forme, des pipelines et des structures. L'exploitation commença en 1976 avec un débit d'environ 250 000 barils par jour de pétrole, pour atteindre par la suite les 300 000 barils par jour ; puis un module de traitement du gaz fut construit en 1980. En 1988, la production n'était plus que de 125 000 barils par jour.
Le 6 juillet 1988, une fuite de condensat de gaz naturel, qui s'était accumulé sous la plate-forme, prit feu, entraînant une explosion massive. L'explosion causa des feux secondaires qui firent fondre le riser d'un pipeline de gaz. Le gaz libéré causa une deuxième explosion encore plus grande qui engloutit la plate-forme entière. Seuls 62 des 229 membres d'équipage survécurent.

## Chronologie

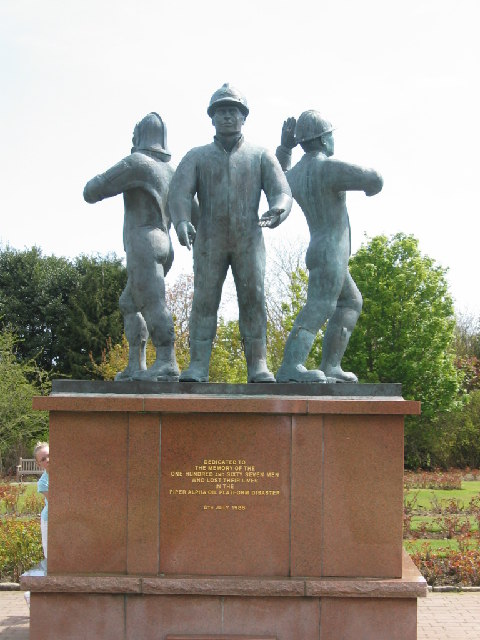
Mémorial à Aberdeen.

Un nouveau pipeline de gaz est construit quelques semaines avant le 6 juillet et, même si ce travail perturbe la routine, la plate-forme continue de fonctionner de façon normale. Une petite fuite de gaz est découverte, mais elle n’est pas vraiment inquiétante. Deux grands compresseurs sur la plate-forme, indiqués A et B, compriment le gaz pour le transport vers la côte. Le matin du 6 juillet, la soupape au refoulement du compresseur A est enlevée pour révision. La révision bimensuelle du compresseur n'a pas encore commencé. À l'emplacement de la soupape qui a été démontée, la tuyauterie est temporairement scellée avec une plaque. À 18 h 00, comme les travaux ne sont pas terminés, la plaque reste en place. L'ingénieur de service remplit un formulaire disant que le compresseur A n'est pas en état de marche et ne doit être mis en marche dans aucune circonstance. 
18 h 00
Comme le technicien de service est occupé, l'ingénieur omet de l'informer de l'état du compresseur A. Il place la feuille qu’il a remplie au centre de commande et part. Cette feuille disparaît. Il y a par contre une autre feuille de travail pour la révision générale du compresseur A qui n'a pas encore commencé.   
19 h 00
Comme d'autres plates-formes en mer, Piper Alpha dispose d’un système automatique de lutte contre l’incendie. Des pompes diesel sont capables de pomper de grandes quantités d'eau de mer afin d'éteindre d'éventuels incendies. Ces pompes doivent automatiquement se mettre en marche en cas d’incendie. Cependant, lorsque les plongeurs travaillent sur les pompes, elles sont systématiquement commutées en mode manuel et ne peuvent être mises en marche que d'un seul endroit. Sur d'autres plates-formes, ces pompes ne sont commutées en mode manuel que si les plongeurs sont à proximité de l'admission, pour empêcher qu’ils soient aspirés avec l'eau de mer. Cependant, les procédures de Piper Alpha dictent que les pompes soient en mode manuel à chaque fois que les plongeurs sont dans l'eau, indépendamment de leur emplacement. C’est ce qui a fait que le système de lutte contre l'incendie est sur le mode manuel le soir du 6 juillet.
21 h 45
Le compresseur B s’arrête et ne peut être remis en marche. L'alimentation électrique de toute l’installation dépend de ce compresseur. Si la plate-forme n’est plus alimentée, le foret peut « coller », ce qui engendre d'énormes coûts. Le directeur n'a que quelques minutes pour remettre le compresseur en marche, sinon l'alimentation électrique s'arrête entièrement. Une recherche est faite parmi les documents pour déterminer si le compresseur A peut être démarré. 
21 h 52
La feuille de travail sur la révision est trouvée, mais pas l'autre feuille déclarant que le compresseur ne doit être mis en marche dans aucune circonstance, à cause de l’absence de la soupape de sécurité. La soupape ne se trouve pas au même niveau que le compresseur et donc les documents de travail sont également conservés dans différentes chemises, car ils sont rangés en fonction de leur emplacement. Aucun des participants ne sait qu'une pièce essentielle de la machine a été enlevée et donc le responsable décide, en se basant sur les documents existants, qu'il peut mettre en marche le compresseur A. Personne ne remarque la soupape absente, notamment parce que la plaque métallique remplaçant la soupape est à plusieurs mètres de haut.
21 h 57
Le compresseur A est alimenté. Le gaz circule dans le compresseur, et, comme il n’y a pas de soupape de sécurité, il se produit une surpression à laquelle la plaque d'obturation ne résiste pas. Il y a une fuite de gaz, qui prend feu et produit une explosion qui tue (probablement) deux hommes immédiatement. Le technicien appuie sur le bouton d'arrêt d'urgence. Maintenant que les vannes des énormes conduites en mer sont fermées, la production de pétrole et de gaz est arrêtée. Puisque la plate-forme a été conçue à l'origine pour le pétrole, les murs anti-feu ne sont pas conçus pour résister à des explosions. Le feu s’étend à travers les murs anti-feu et détruit quelques pipelines de pétrole.
22 h 04
La salle de commande est abandonnée. La conception de Piper Alpha ne prévoit pas la possibilité de la destruction de la salle de commande. L'organisation de la plate-forme échoue et aucune tentative d’utilisation des haut-parleurs ou d'évacuation n'est faite. Le personnel a pour instruction de se rassembler aux canots de sauvetage, mais le feu les empêche de le faire. Au lieu de cela ils se rassemblent sous l'hélipont et attendent les secours. Mais le vent, le feu et la fumée empêchent l’atterrissage des hélicoptères. Aucune instruction complémentaire n'est donnée et la fumée remplit les quartiers-vie. Deux hommes partent pour remettre en marche le système de lutte contre l’incendie et n'ont jamais été revus. 
Le feu pourrait s'éteindre avec le temps s’il n'était plus alimenté en pétrole, mais les plates-formes de Tartan et de Claymore continuent à pomper du pétrole dans le réseau. Claymore continue de pomper jusqu'à la deuxième explosion, parce que le directeur n'a aucune permission du centre de commande d’Occidental pour arrêter. Tartan continue également à pomper, car son directeur reçoit cette directive de son supérieur. La raison de ces choix est le coût exorbitant d'un tel arrêt. Cela prend plusieurs jours pour relancer la production après un arrêt, avec des conséquences financières substantielles.
Des conduites de gaz de 40 à 46 centimètres de diamètre passent près de Piper Alpha. Deux ans plus tôt la direction d’Occidental a commandé une étude, qui a conclu à la dangerosité de ces conduites de gaz. En raison de leur longueur et diamètre cela prendrait plusieurs heures pour réduire leur pression et ceci compromettait gravement une lutte efficace contre l’incendie. Bien que la direction ait admis à quel point une explosion de gaz serait dévastatrice, Claymore et Tartan ne sont pas coupés du réseau avec le premier appel d'urgence.
22 h 20
Sous l'effet de la chaleur, la conduite de gaz de Tartan se rompt. Trois tonnes de gaz s'échappent à chaque seconde et prennent feu. À partir de ce moment la catastrophe est inévitable.    
22 h 30
Le Tharos, un grand navire de lutte contre l'incendie et de secours, s’est approché de Piper Alpha. Un essai est réalisé pour prolonger la passerelle de 30 mètres[pas clair].
22 h 50
La deuxième conduite de gaz éclate. Le Tharos se retire à cause de la chaleur intense. Après cette deuxième explosion la plate-forme Claymore cesse de pomper du pétrole.    
23 h 50
Le module D glisse dans la mer, suivi par la plus grande partie de la plate-forme.

## Conséquences
On a longtemps discuté s’il y avait eu assez de temps pour une évacuation plus efficace. Les gens continuaient encore à être évacués de la plate-forme plusieurs heures après le début des incendies et des explosions. Le problème principal était que la majeure partie du personnel qui avait l'autorité pour commander l'évacuation avait été tuée quand la première explosion avait détruit la salle de commande. C'était une conséquence des défauts de conception de la plate-forme, comme l'absence de cloisons anti-explosion. 
Un autre facteur aggravant était qu'une plate-forme voisine (la Tartan) a continué à injecter du gaz dans le feu jusqu'à ce que ce pipeline se rompe à cause de la chaleur. Le personnel sur Tartan n'a pas eu l'autorisation pour arrêter la production bien que Piper Alpha brûlait sous leurs yeux.    
Le navire de support Lowland Cavalier a rapporté l'explosion initiale juste avant 22 h 00, et la deuxième explosion a eu lieu juste vingt-deux minutes plus tard. Quand les hélicoptères de sauvetage militaires et civils ont atteint les lieux, des flammes de plus de cent mètres de hauteur et visibles à cent kilomètres alentour les ont empêchés de s'approcher. Le Tharos, un navire spécialisé dans la lutte contre l'incendie, pouvait s’approcher de la plateforme, mais n'a pas pu empêcher sa destruction. 
Deux membres de l'équipage du Lowland Cavalier sont tués quand une explosion sur la plateforme détruit leur embarcation de sauvetage rapide, qui avait récupéré plusieurs survivants dans l'eau. Le Tharos n'a pas pu pomper suffisamment d'eau pour s’approcher de la plateforme brûlante jusqu'à la rupture du pipeline de Tartan, environ deux heures après le début du désastre. C'est seulement une fois que Tartan a arrêté d'injecter du gaz dans le feu que le Tharos a pu s’approcher, mais il n'a pu récupérer personne cette nuit-là.    
Le feu a été par la suite éteint par une équipe menée par le célèbre pompier Red Adair qui a dû lutter contre des vents de 130 km/h et des vagues de 20 m.
L'enquête Cullen, commencée en novembre 1988 pour établir la cause du désastre, a conclu en novembre 1990 que la fuite initiale du condensat était le résultat du travail d'entretien effectué simultanément sur une pompe et une soupape de sécurité reliée. L'opérateur de Piper Alpha, Occidental, a été reconnu coupable d’avoir des procédures d'entretien insatisfaisantes. Une deuxième phase de l'enquête a fait des recommandations de grande envergure concernant la sécurité, qui ont été acceptées par les industriels. 
Pratiquement tous les travailleurs offshore en mer du Nord ont contesté la sincérité de l'industrie dans certaines de leurs réponses au rapport Cullen. La réponse des sociétés pétrolières à la recommandation de Cullen pour l’établissement d’une représentation organisée des travailleurs a été certainement moins que sincère.
La bouée marquant les restes de Piper Alpha est approximativement à 120 mètres du coin sud-est de la plateforme Piper Bravo qui l’a remplacée. Une conséquence durable du désastre de Piper Alpha fut l'établissement du syndicat Offshore Industry Liaison Committee.
Une sculpture commémorative, montrant trois ouvriers du pétrole, se trouve à Rose Garden dans le parc de Hazlehead à Aberdeen. Le sculpteur est Sue Jane Taylor.

## Documentaires télévisés
- La Minute de vérité, Explosion en Mer du Nord, 10e épisode de la 1re saison.
- Bulletin d'information télévisée Journal de 20 h, Antenne 2 (1988-07-08) ; Confirmation du bilan, annonce de l'arrivée de Red Adair, le pompier du ciel... Archives INA (poser le curseurs à 8 min 20 s).